# Christophe Botti
Pour les articles homonymes, voir Botti.
 (septembre 2014).
Si vous disposez d'ouvrages ou d'articles de référence ou si vous connaissez des sites web de qualité traitant du thème abordé ici, merci de compléter l'article en donnant les références utiles à sa vérifiabilité et en les liant à la section « Notes et références ».
Christophe Botti est un auteur dramatique, scénariste, réalisateur et metteur en scène français né le  à Villeneuve-la-Garenne.

## Biographie (dramaturge et metteur en scène)
Formé principalement à l'Université Paris VIII et à La Fémis (Atelier scénario et formation Showrunner), Christophe Botti est l'auteur d'une quarantaine de pièces et de nombreux scénarios.
Pour le théâtre, il est en particulier l'auteur de la pièce Frères du bled qui a remporté le concours Théâtre du XXIe siècle organisé par la Scène Watteau de Nogent-sur-Marne et l'association Beaumarchais (voir Société des auteurs et compositeurs dramatiques) et a été créée en 2005 dans ce théâtre. Frères du bled fait l'objet d'une nouvelle création en mars 2011 au Vingtième Théâtre dans une mise en scène de Thierry Harcourt. Cette nouvelle version est interprétée par Gabrielle Lazure, Manuel Blanc, Déborah Grall, Issame Chayle et Robin Causse.https://sceneweb.fr/le-cri-antiraciste-de-christophe-botti/
Il est aussi l'auteur de la trilogie composée des pièces Un cœur de père, Un cœur sauvage et Un cœur en herbe qui suivent le parcours d'un jeune gay appelé Mathan.[réf. souhaitée]
Sa pièce Distorsions - écrite en collaboration avec son frère - est retenue par le comité de lecture des Écrivains associés du théâtre qui l'invitent en juillet 2008 à lire son texte lors d'un cycle de lecture au Festival d'Avignon. En 2009, Distorsions reçoit le Prix de l'Office Franco-Québécois pour la jeunesse du jeune auteur dramatique.[réf. souhaitée]
Il est également lauréat d'une bourse conjointement remise par France Culture, France Inter, la SACD et l'association Beaumarchais pour écrire une fiction radiophonique longue (60 minutes) intitulée Nuits de traverse. Cette pièce est enregistrée par Manuel Blanc, Nicolas Briançon, Marilyne Canto, Franck Chassagnac, Laurent Ferraro, Brice Hillairet, Réda Kateb, Salim Kéchiouche, Marie Kremer, Julien Lucas, Samantha Markowic, Johanna Nizard, François Rabette, Jean-Luc Revol, Stéphanie Reynaud et Nathalie Roussel. Cette fiction est diffusée le samedi 19 février 2011 à 20h sur l'antenne de France Culture.
En 2012, il est auteur en résidence au Château de la Turmelière à Liré (département 49) et sa pièce Exil, Exil lui vaut d'être lauréat du prix du comité de lecture du CDN Théâtre Nouvelle Génération de Lyon.
De janvier à mai 2014, l'intégralité de la trilogie Un cœur sauvage / Un cœur en herbe / Un cœur de père est rejouée à Paris. On retrouve dans la distribution Morgan Malet, Axel Huet, Pauline Acquart, Jeanne-Marie Ducarre,Bastien Gabriel, Kevin Miranda, Philippe Rambaud, Cécile Théodore et Raphaël Hidrot.
En mai 2014, il propose la première mise en scène française de la pièce d'Alan Ball Power Lunch. Dans la distribution, on retrouve Fabienne Egal.[réf. souhaitée]
La même année, Ariane Carletti produit la pièce Scènes d'été pour jeunes gens en maillots de bain au Vingtième Théâtre. La mise en scène est signée Agnès Seelinger. La distribution est composée d'Éléonore Sarrazin, Marion Drion, Frédéric Dockès, Anton Lahirle et Keryan Fitoussi.
Sous la varangue est créée en 2015 à l'île Maurice à Eurêka, la Maison Créole, avant de partir en tournée en France. La pièce se joue au Vingtième Théâtre à Paris et au Musée des Confluences à Lyon. Plusieurs thématiques propres à l'Île Maurice y sont abordées, en particulier l'engagisme et le dodo. La création de la pièce à l'île Maurice, dans la maison dont s'inspire l'écrivain J.M.G. Le Clézio dans le roman Le Chercheur d'or, donne lieu a une captation de la télévision mauricienne et à un documentaire réalisé par Marek Nurzynski sous le titre "Sous la varangue - journal de création".
Professeur d'art dramatique, il crée ensuite plusieurs de ses textes avec ses ateliers de création dont "Noël en famille... ou pas".
Au Festival d'Avignon Off 2022, il met en scène la comédie du Québécois Side avec Blandine Metayer, Gwendal Marimoutou, Jules Fabres, Mélodie Fontaine, Denis Lefrançois et Raphaël Hidrot. La pièce se joue ensuite plus de cent fois à Paris d'abord au Théâtre Trévise puis aux Enfants du paradis.

## Biographie audiovisuelle (scénariste et réalisateur)
Christophe Botti a écrit et réalisé deux courts-métrages : Plutôt d'accord et Mon prince charmant est un peu con ! primés dans de nombreux festivals.
En 2007, il est le coscénariste avec son frère Stéphane Botti et Patrick Maurin du film King Size, qui réunit Laurent Artufel, Marie Myriam, Éric Gueho, Ysa Ferrer, Jonathan Burteaux, Claude Jan et Sébastien Roch.
Il coécrit avec Stéphane Botti des épisodes de la série de programmes courts Palizzi conçue par Arsène Mosca et Jean Dujardin et réalisée par Jean Dujardin. Il a également écrit pour le programme court de Michel Muller Un film sans.[réf. souhaitée]
Il a été directeur littéraire de la série de programmes courts Tu veux ou tu veux pas diffusée en 2014 sur NT1.[réf. souhaitée]
En 2021, il est appelé par JLA Production pour créer la bible de la Teen drama Influences (série télévisée) en collaboration avec Jean-Luc Azoulay et Stéphane Joffre pour NRJ 12, une série quotidienne de 65 épisodes dont il assure la direction de collection.
En 2020 et 2021, il réalise Fais pas ta RH, une série de Sophie Cavaliero de plus de 100 épisodes de 3 minutes développant un nouveau concept de fictions à destination de l’institutionnel.
En 2023, il co-écrit et co-réalise quatre documentaires sur le Nord-Est de la Pologne avec Marek Nurzynski pour l'émission Invitation au Voyage d'Arte.
En 2023, il rejoint l'atelier d'écriture des séquenciers de la série Plus belle la vie, encore plus belle pour son retour sur TF1.

## Biographie (comédien)
Christophe Botti a été formé au Cours Florent.[réf. souhaitée]
On a pu le voir en particulier dans le court-métrage L'Homme sans tête de Juan Solanas, Palme du meilleur court métrage au Festival de Cannes 2004 et César du cinéma 2005 du meilleur court métrage.
En 2007, il est sur scène avec son frère Jumeau  dans la pièce Doubles ou l'incroyable histoire de Robert et Louis les frères siamois.[réf. souhaitée]

## Autres fonctions
Il est membre du collectif 50/50 qui a pour but de promouvoir l’égalité des femmes et des hommes et la diversité dans le cinéma et l’audiovisuel,.